# Günter Männig
Günter Männig (Hirschfelde,  1928. június 22. – Lipcse, 2008. november 25.) német nemzetközi labdarúgó-játékvezető.

## Pályafutása

### Nemzeti játékvezetés
A játékvezetői vizsgát 1952-ben szerezte meg, 1960-ban lett az I. osztályú labdarúgó bajnokság játékvezetője. Az aktív nemzeti játékvezetéstől 1978-ban vonult vissza. Első ligás mérkőzéseinek száma: 264.

#### Nemzeti kupamérkőzések
Vezetett Kupa-döntők száma: 1.

##### NDK Kupadöntő
A NDK JB elismerve szakmai felkészültségét, megbízta a döntő összecsapás koordinálásával.
| Időpont | Helyszín         | Mérkőzés típusa | Mérkőzés                   | Eredmény |
| ------- | ---------------- | --------------- | -------------------------- | -------- |
| 1972.   | Kijelölt Stadion | döntő           | FC Carl Zeiss Jena–Dresden | 2 : 1    |

### Nemzetközi játékvezetés
Az NDK Labdarúgó-szövetségének Játékvezető Bizottsága (JB) 1962-ben terjesztette fel nemzetközi játékvezetőnek, a Nemzetközi Labdarúgó-szövetség (FIFA) bíróinak keretébe. Az NDKban lett nemzetközi játékvezető. Több nemzetek közötti válogatott- és klubmérkőzést vezetett vagy partbíróként tevékenykedett. A német (NDK) nemzetközi játékvezetők rangsorában, a világbajnokság-Európa-bajnokság sorrendjében a 9. helyet foglalja el 2 találkozó szolgálatával.
Az aktív nemzetközi játékvezetéstől 1978-ban búcsúzott. Nemzetközi mérkőzéseinek száma: 93, ebből 5 A minősítésű válogatott találkozó volt.

#### Világbajnokság
A világbajnokságra történő kijutás útján Mexikóba a IX., az 1970-es labdarúgó-világbajnokságra a FIFA JB bíróként alkalmazta.
| Időpont          | Helyszín                   | Mérkőzés típusa           | Mérkőzés                 | Eredmény | Nézők száma |
| ---------------- | -------------------------- | ------------------------- | ------------------------ | -------- | ----------- |
| 1969. június 25. | Olimpiai Stadion, Helsinki | előselejtező (6. csoport) | Finnország–Spanyolország | 2 : 0    | 11 838      |

#### Európa-bajnokság
Az európai torna döntőjéhez vezető úton Belgiumhoz a IV., az 1972-es labdarúgó-Európa-bajnokságra az UEFA JB játékvezetői feladattal bízta meg.
| Időpont         | Helyszín                   | Mérkőzés típusa           | Mérkőzés         | Eredmény | Nézők száma |
| --------------- | -------------------------- | ------------------------- | ---------------- | -------- | ----------- |
| 1971. május 26. | Olimpiai Stadion, Helsinki | előselejtező (1. csoport) | Finnország–Wales | 0 : 1    | 5 410       |

## Sportvezetőként
Az aktív játékvezetést befejezve 1986-tól tagja lett az NDK JB-nek, elnöke a szász JB-nek, mellette nemzeti ellenőrként is tevékenykedett. 1990. november 21-től Lipcsében a területi liga JB elnöke.

## Sikerei, díjai
Eredményes szakmai tevékenységének elismeréseként megkapta az NDK Labdarúgó-szövetség tiszteletbeli jelvényét. Birtokosa a szász Labdarúgó-szövetség Aranytű kitüntetésének.

## Külső hivatkozások
- Günter Männig. World Referee. [2012. október 9-i dátummal az eredetiből archiválva]. (Hozzáférés: 2010. december 29.)
- Günter Männig. scoreshelf.com. [2016. március 11-i dátummal az eredetiből archiválva]. (Hozzáférés: 2010. december 29.)
- Günter Männig. zerozerofootball.com. (Hozzáférés: 2010. december 29.)[halott link]